# NGC 1514
NGC 1514 je planetarna maglica u zviježđu Biku. 

## Vanjske poveznice
- SEDS: NGC 1514